# Detskaïa literatoura
Detskaïa literatoura (russe : Детская литература) anciennement Detizdat (russe : Детиздат), est un éditeur soviétique puis russe d'ouvrages de jeunesse fondé le 9 septembre 1933.

## Historique
Il a été créé conformément à la résolution du CCPCUS du 9 septembre 1933 sur la base du secteur de jeunesse de la maison d'édition Molodaïa Gvardia (ru) et du secteur scolaire de la maison d'édition Detgiz. Des succursales de la maison d'édition ont été organisées à Moscou, Léningrad et Novossibirsk (succursale sibérienne). Le commissaire du peuple à l'éducation de la RSFSR, Andreï Boubnov, fut à l'initiative de la fondation de la maison d'édition.
Maxime Gorki, Samouil Marchak, Korneï Tchoukovski, Arkadi Gaïdar ont pris une part active à l'organisation et au travail de la maison d'édition. Parmi les membres du comité éditorial on peut citer Tamara Gabbe, Zoïa Zadounaïskaïa, Lydia Tchoukovskaïa et Alexandra Lioubarskaïa (ru).
Le premier rédacteur en chef de la maison d'édition fut Samouil Marchak, qui a réuni des auteurs tels que M. Iline, Boris Stepanovitch Jitkov, Victor Chklovski, Solomon Lourie (ru), L. Panteleïev, Daniil Harms, Alexandre Vvedenski, Alexis Tolstoï, Evgueni Schwartz, Matveï Bronstein, Nikolaï Tchoukovski (ru), Raïssa Vassilieva (ru). Beaucoup d'entre eux ont été attirés par Marchak de la maison d'édition de littérature de jeunesse léningradoise Radouga, active en 1922-1930, à laquelle il a participé avec Korneï Tchoukovski.
En 1933, première année d'activité de Detgiz, 168 titres de livres ont été publiés avec un tirage total de 7 744 000 exemplaires.